# Конопелька (Лельчицкий район)
Конопелька (бел. Канапелька) — деревня в Лельчицком районе Гомельской области Беларуси. В составе Буйновичского сельсовета.
Кругом лес.

## География

### Расположение
В 45 км на северо-восток от Лельчиц, 68 км от железнодорожной станции Мозырь (на линии Гомель — Лунинец), 212 км от Гомеля.

### Гидрография
На реке Припять.

## Транспортная сеть
Транспортные связи по просёлочной, затем автомобильной дороге Лельчицы — Мозырь. Планировка состоит из короткой криволинейной улицы, ориентированной с юго-запада на северо-восток. Застройка редкая, деревянная, усадебного типа.

## История
Согласно письменным источникам известна с XIX века как селение в Буйновичской волости Мозырского уезда Минской губернии. Согласно переписи 1897 года хутор. В 1931 году жители вступили в колхоз. Согласно переписи 1959 года в составе совхоза «Буйновичи» (центр — деревня Буйновичи).
До 1 декабря 2013 года в составе Острожанского сельсовета.

## Население

### Численность
- 2004 год — 3 хозяйства, 5 жителей.

2023 год-0 хозяйств . 0 жителей

### Динамика
- 1897 год — 13 дворов 81 житель (согласно переписи).
- 1917 год — 144 жителя.
- 1921 год — 25 дворов.
- 1925 год — 29 дворов.
- 1959 год — 125 жителей (согласно переписи).
- 2004 год — 3 хозяйства, 5 жителей
- 2017 год - 0 жителей.